# Algemeiner Journal
L'Algemeiner Journal è un settimanale statunitense con sede a Brooklyn, New York. L'ex senatore Joseph Lieberman ha descritto il settimanale e la Jacobson Foundation come "sostenitori della verità indipendente per il popolo ebraico e Israele".

## Storia
Il settimanale è stato fondato nel 1972 da Gershon Jacobson (1934-2005). Apparve per la prima volta in lingua yiddish con il titolo "The General" e costò 25 penny a settimana, con una tiratura di circa 18.000 a 23.000 copie.
A partire dal 1994 è stata pubblicata anche una versione inglese con l'aggiunta "THE algemeiner JORNAL" (ortografia propria). Dalla morte del fondatore nel 2005, la rivista è stata pubblicata in due lingue dalla Gershon Jacobson Jewish Continuity Foundation.
La distribuzione delle versioni stampate è principalmente nell'area di New York City. I numeri, che sono stampati dalla Gershon Jacobson Jewish Continuity Foundation (GJCF), appaiono in una tiratura settimanale di circa 100.000 copie. Il prezzo di vendita oggi è di un dollaro USA. Editor-in-chief è Dovid Efune.
L'editore gestisce anche una versione online gratuita con pagine di blogger e presenta resoconti non convenzionali, voci sulla politica e sulla vita sociale e culturale della comunità ebraica americana e internazionale.